# Io voglio te
Io voglio te è un singolo della cantautrice italiana Gianna Nannini, pubblicato il 22 marzo 2024 come secondo estratto dal ventiduesimo album in studio Sei nel l'anima.

## Descrizione
Il brano è stato scritto dalla stessa cantante insieme a Raige e Mauro Paoluzzi.